# Estero Calbuco
Estero Calbuco är ett vattendrag i Chile.   Det ligger i regionen Región del Biobío, i den södra delen av landet, 500 km söder om huvudstaden Santiago de Chile.
I omgivningarna runt Estero Calbuco växer i huvudsak städsegrön lövskog. Runt Estero Calbuco är det glesbefolkat, med 15 invånare per kvadratkilometer.